# Byšičky 2
Přírodní památka Byšičky 2 se nachází na území obcí Lázně Bělohrad a Vřesník přibližně 2 km od Lázní Bělohrad. Chráněné území vzniklo rozdělením původní přírodní památky Byšičky na menší přírodní památku a evropsky významnou lokalitu Byšičky 1 a rozlehlejší přírodní památku Byšičky 2. Památka byla zřízena pro ochranu ekologické diverzity krajiny s výskytem řady ohrožených druhů flóry a fauny a pro ochranu území jako cenného biotopu. Vyskytují se zde zvláště chráněné a ohrožené druhy rostlin a živočichů jako např. kruštík bahenní (Epipactis palustris), prstnatec májový (Dactylorhiza majalis), lilie zlatohlavá (Lilium martagon), upolín nejvyšší (Trollius altissimus), ještěrka živorodá (Lacerta vivipara), slepýš křehký (Anguis fragilis), užovka obojková (Natrix natrix), skokan zelený (Rana kl. Esculenta), ropucha obecná (Bufo bufo), datel černý (Dryocopus martius), žluva hajní (Oriolus oriolus) a další.